# Ernest Vincent Wright

Ernest Vincent Wright

Ernest Vincent Wright (* wahrscheinlich 1873; † 1939) war ein amerikanischer Schriftsteller.
Sein bekanntestes Werk ist die Novelle Gadsby, deren 50.100 Wörter vollständig ohne den Buchstaben E auskommen. Ausschließlich in Einleitung und Schlussbemerkung wird der Buchstabe verwendet. Jedes Wort dieser Novelle ist trotzdem sowohl orthografisch als auch grammatikalisch korrekt. Wright starb 66-jährig im Jahre 1939, angeblich am Veröffentlichungstag von Gadsby.
Gadsby war bereits sein viertes Buch, die drei vorhergehenden Veröffentlichungen heißen: The Wonderful Fairies of the Sun (1896), The Fairies That Run the World and How They Do It (1903) und Thoughts and Reveries of an American Bluejacket (1918).